# Stadtmauer Güstrow

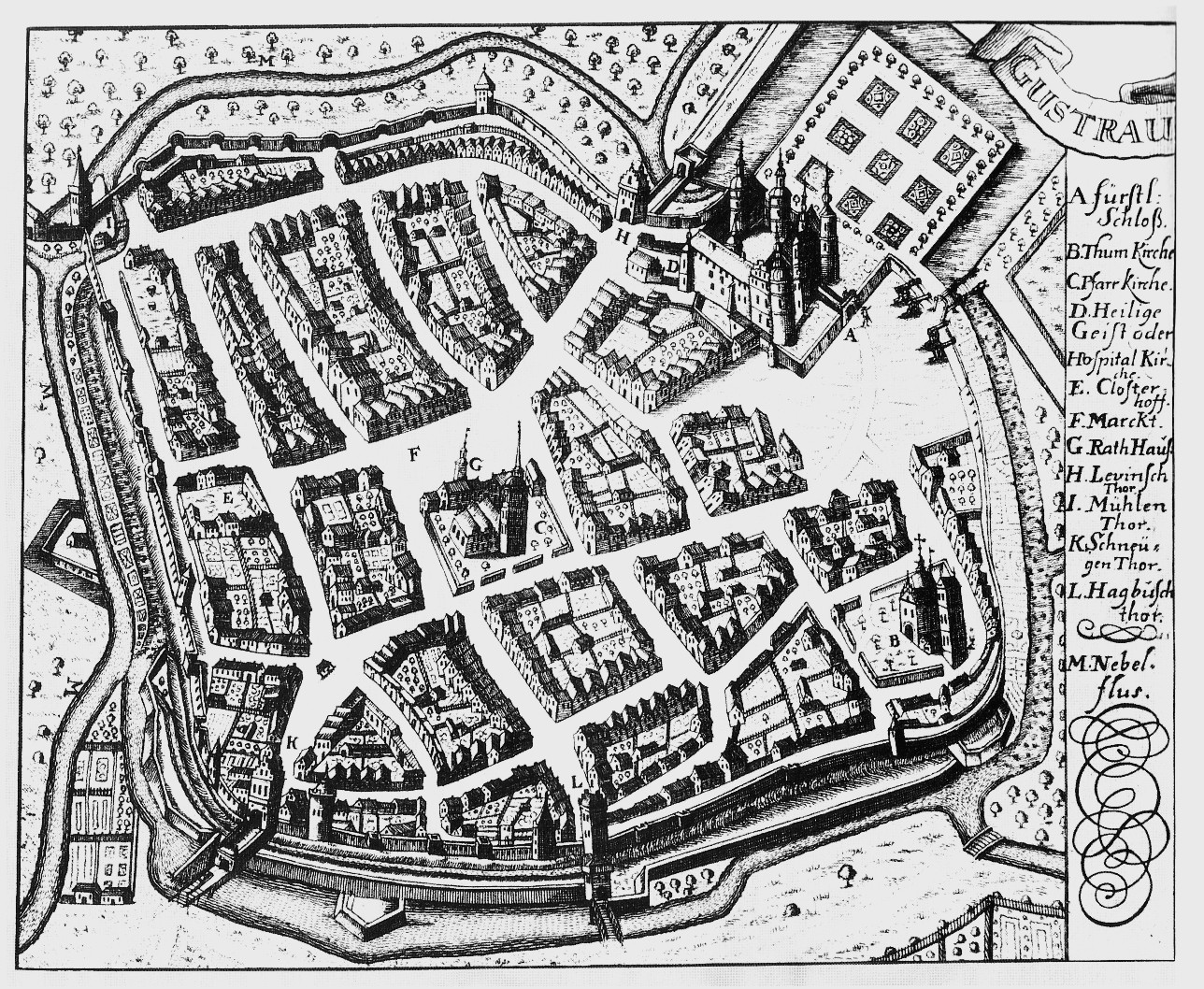
Güstrow 1706

Die Stadtmauer Güstrow umschloss seit dem Mittelalter bis in das 19. Jahrhundert die Altstadt von Güstrow. Sie wurde im 16. Jahrhundert um eine Wallanlage mit Stadtgraben ergänzt. Von der Mauer sind nur noch einige Teile erhalten sowie die westlichen Wallanlagen vor der Mauer.

## Geschichte

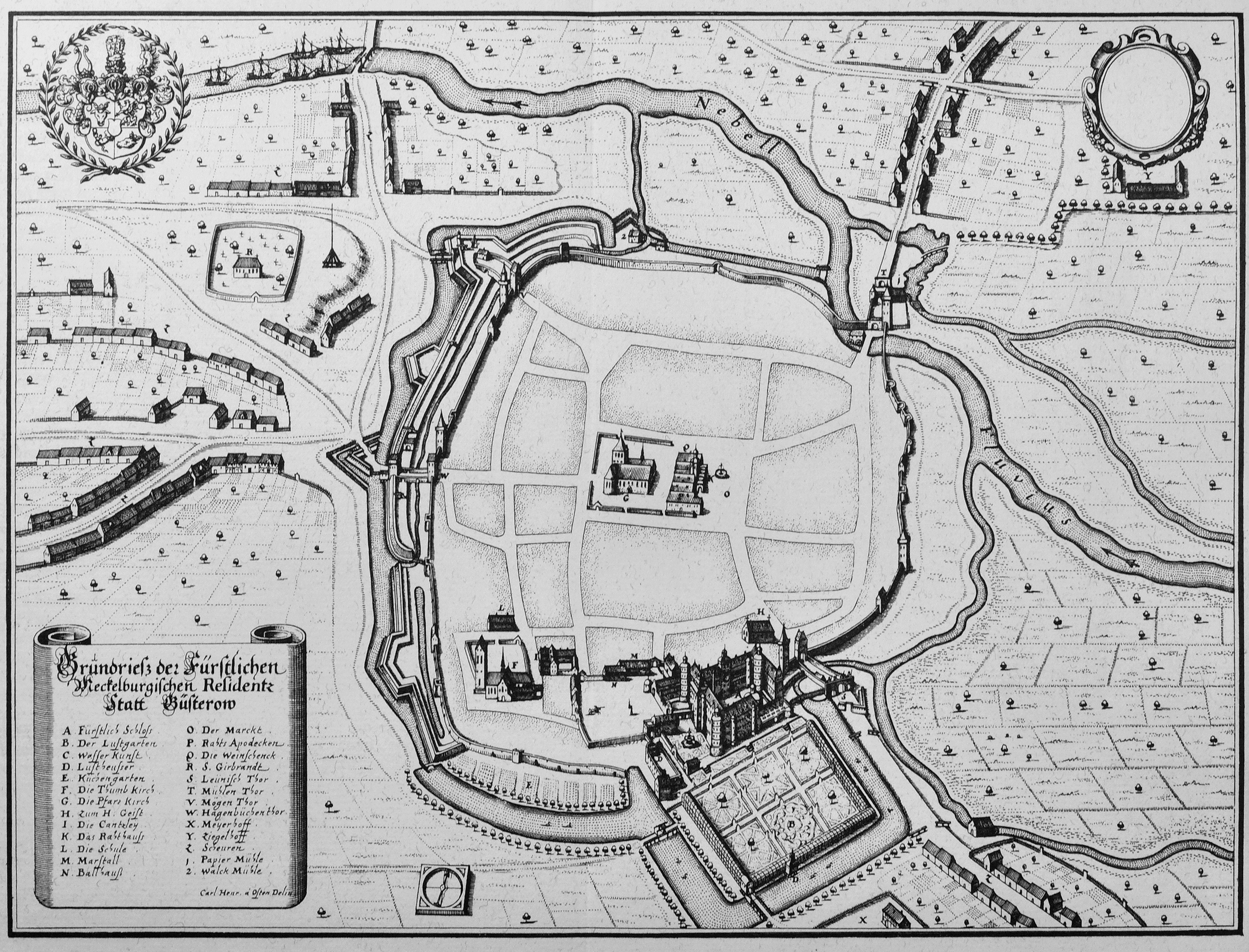
1653: Meriankarte

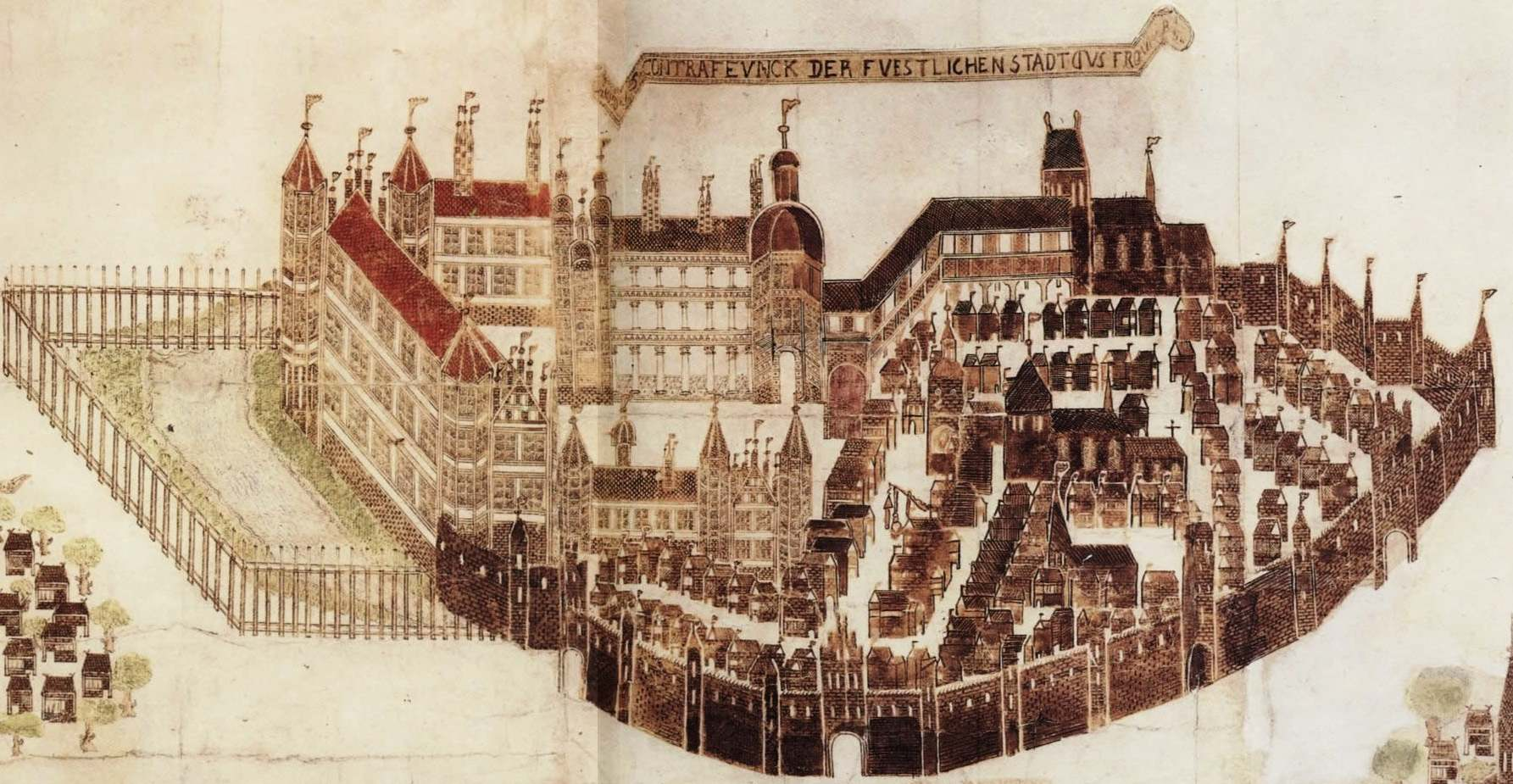
1578 bis 1586: Schloss Güstrow, Mauer vor dem Schloss

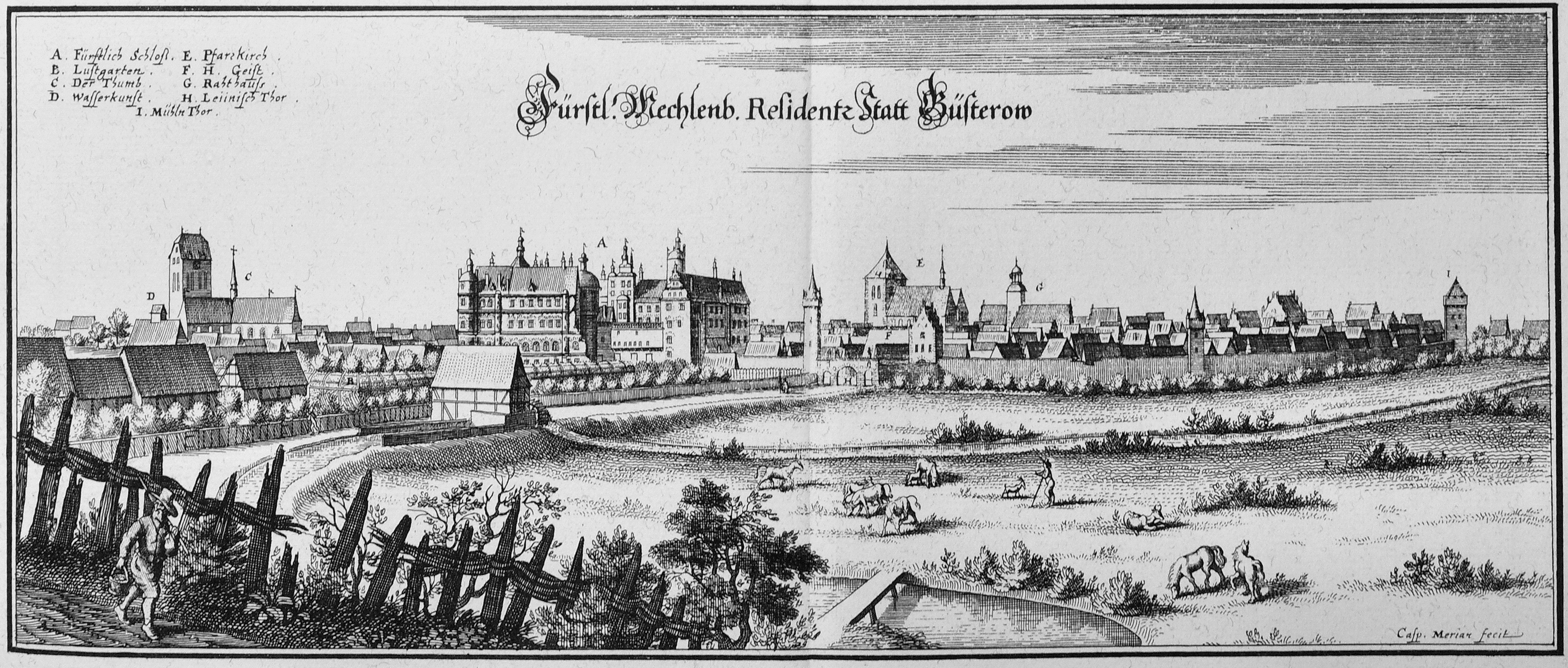
1653: Güsterow (Merian)

Güstrow besteht seit etwa 1100, erhielt um 1219 bis 1228 das Schweriner Stadtrecht sowie das Marktrecht und war von 1229 bis 1436 sowie von 1556 bis 1695 Residenzstadt. Die slawische Burg und Schloss Güstrow prägten den Ort. Mit dem Stadtrecht hatte die Stadt auch die Befugnis eine Stadtbefestigung anzulegen. Güstrow gliederte sich in Domviertel, Schnoienviertel, Mühlenviertel und Gleviner Viertel.
Ab etwa 1246 entstand um die Altstadt eine Befestigungsanlage mit Stadtmauer, Türmen, Toren und Pforten sowie Binnengraben, Wallanlagen und Stadtgraben.

### Mauer
Ein erster Plankenzaun mit Wall und Binnengraben wurde 1246 erwähnt und 1252 als „locus kalant cum valle ac stagno adiaccentibus“. 1248 hatte Fürst Nikolaus I. von Werle der Stadt versprochen, sie durch eine Befestigung zu sichern. Es folgten der Bau der Stadttore und später der Bau der 1293 erstmals erwähnten Mauer.
Die einfache, nicht begehbare Mauer mit Strebepfeilern verlief bzw. verläuft bei den Straßen:
- im Westen: Am Wall und Hageböcker Mauer,
- im Norden: Schnoienstraße,
- im Osten: Straße Gleviner Mauer nahe Am Berge und Lange Straße (früher Mauerstraße),
- im Süden: Straße Gleviner Mauer bis unterhalb vom Domplatz.

Das Stadtgebiet wurde durch die Befestigungsanlage von der Burg- und Domfreiheit abgetrennt. Der Güstrower Dom aus dem 13. Jahrhundert stand im Dombezirk unweit der alten Mauer.
Ein Höhenunterschied von etwa 8 bis 9 m (Graben + Mauer) musste von Angreifern überwunden werden. Im und am Mauerring standen Mauertürme und an der Mauer Wiekhäuser (s. u.).
Der letzte Güstrower Herzog Gustav Adolf wollte 1660 den Ausbau der Stadt Güstrow zu einer Festung, ungeachtet der Erfahrungen vergangener Kriege, dass Befestigungsmauern bei einer weitreichenden Artillerie nur einen geringen Wert hatten. Ein solcher Ausbau unterblieb und seit dem Ende des 17. Jahrhunderts verfielen die Befestigungen. Sie dienten nun nur noch zur Unterbindung des Schmuggels.
Zwei Meter der Mauerkrone wurden 1770 abgetragen und mit Dachsteinen belegt. Im 19. Jahrhundert wurden mit oder ohne Genehmigung auch Mauerbereiche abgerissen, um dort zu bauen. 1870 erhielt die Stadt vom Land die Mauern als Eigentum. Im Rahmen der Stadtausdehnung wurden viele Mauerbereiche abgebrochen.

### Binnengraben
Der Binnengraben am Plankenzaun wurde bald vertieft und zunächst mit Wasser gefüllt durch einen Stau und Zufluss aus der Nebel am Mühlentor. 1293 erhielt die Stadt vom Fürsten die dortige Wassermühle. Ein bis zu 8,50 m breiter Graben führte vom Mühlentor am Ostrand der Langen Straße zur und um die fürstliche Burg, dort wo später der Schloss-Küchengarten lag. Ein Kanal führte später das Wasser unter dem Schloss von Ost nach West.
Vom Franz-Parr-Platz führte der südliche Graben Richtung der noch tiefer liegenden Burgstraße (früher Gosselhörn = Gänseweide) unter der heutigen Uwe-Johnson-Bibliothek. Danach verlief der Graben unter einem heutigen Ärztehaus am Wall Nr. 1, dann bogenförmig an der früheren Mauerstraße Grüner Winkel zum Hageböcker Tor.
Im Westen war der Graben an den Straßen Hageböcker Mauer und Schnoien Mauer und wurde im 17. bis 19. Jahrhundert zunehmend zu einem übel stinkenden Abwassergraben. 1860 – nach dem Bau der Regen- und Schmutzwasseranlage mit Sielen – wurde der Graben hier in einem Kanal geführt bzw. zugeschüttet.
Durch die Wälle und den Stadtgraben verlor der Binnengraben schon im 16./17. Jahrhundert seine Bedeutung als Befestigungsanlage.

### Stadttore und Pforten

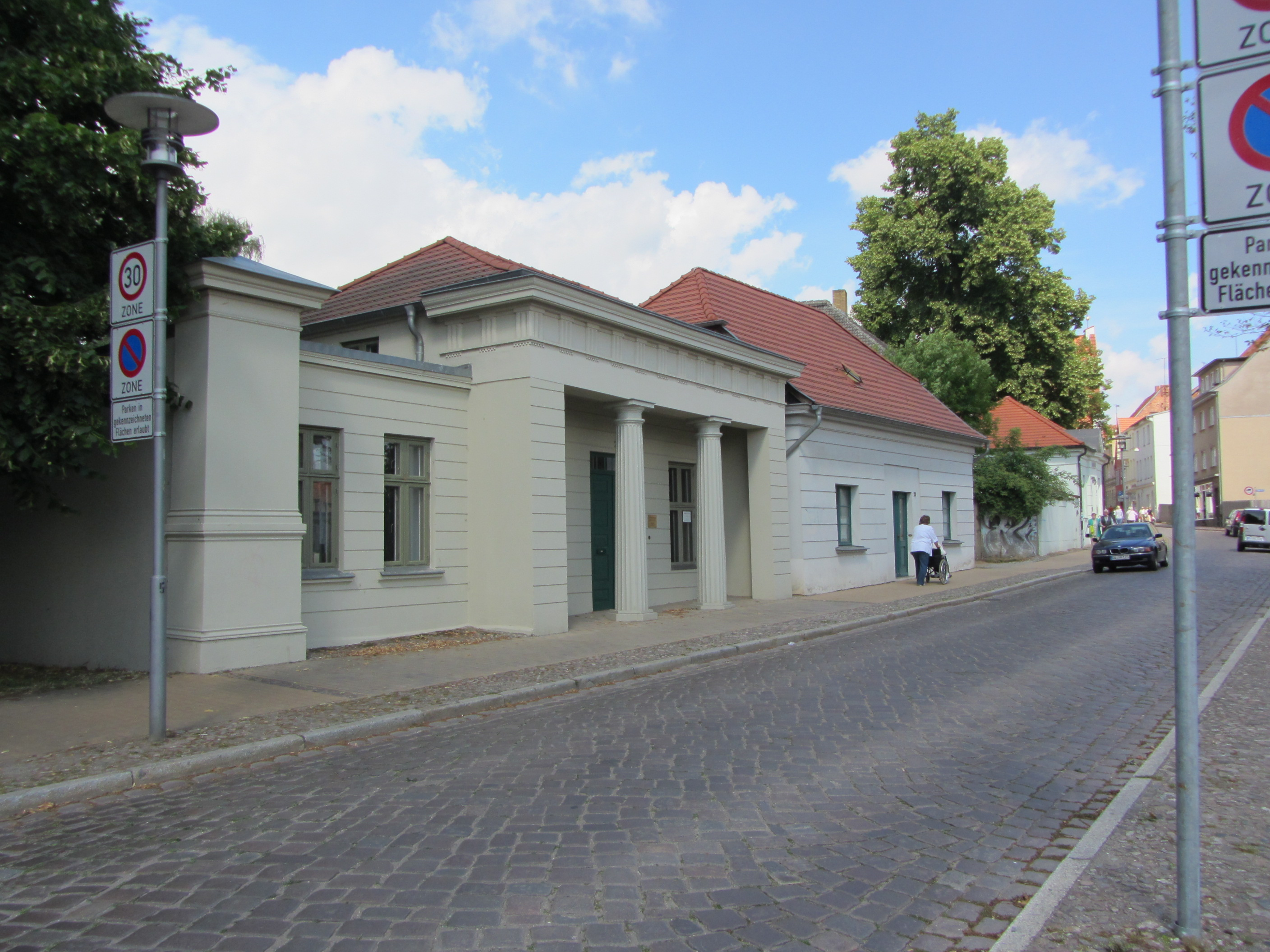
Torhaus am früheren Gleviner Tor

Die Lage der vier Stadttore in den vier Stadtvierteln orientierte sich nach den bereits vorhandenen Fernstraßen. So entstanden um und nach 1246:
- Das Hageböcker Tor (Hagbusch Thor) im Westen führte nach Sternberg und Schwerin, benannt nach der Hagebuche bzw. Hainbuche, 1593 Umbau des Binnentors. Abbruch: Binnentor 1787, Außentor 1871
- Das Schnoientor (Schneugen Thor) im Nordwesten führte nach Bützow und Schwaan, vielleicht benannt nach neugen für neu oder schneugen für eng. Später im Rokoko-Stil umgestaltet, bestehend aus zwei sehr dicken dorischen Säulen und dazwischen Tor und Torbogen; Abbruch: 1875
- Das  Mühlentor im Nordosten führte nach Laage, Rostock und Stralsund, benannt nach den dortigen Wassermühlen. In einem Turm (Abbruch 1783) des Außentores war seit 1567 der Hochbehälter der Wasserkunst, 1832 Neubau des Tores; Abbruch: 1857
- Das Gleviner Tor (Glevinsche Thor) im Südosten führte nach Teterow und Neubrandenburg sowie in die Mark Brandenburg, benannt nach dem 1323 erworbenen slawischen Dorfe Glevin. Neubau 1668, Umbau des Außentors 1786 im klassizistischen Stil; Abbruch: Binnentor 1786, Außentor 1904, erhalten blieb das Torhaus.

Die Kammertore bestanden aus Außen- und Binnentor und dazwischen eine Zugbrücke. Die handwerklich mäßige Ausführung und schlechten Gründungen führten zu vielen Reparaturen und Neubauten.
Der Stadt-Wachtmeister war verantwortlich, die Wachen aufzustellen und zu überwachen sowie für die nächtliche Schließung der Tore von 20 bis 5 Uhr morgens zu sorgen. Ab 1860 blieben die Tor auch nachts geöffnet.
Tagsüber waren die Tore durch Schlagbäume gesichert. Hier wurden die Zölle bzw. die Akzise für eingeführte Waren erhoben. Steuereinnehmer war später der Torschreiber. Ab 1863 entfiel in Mecklenburg-Schwerin der Einzug der Akzise; die Anlage wurde dadurch überflüssig.
Pforten
Es gab eine Reihe von Pforten und Nottoren, die im Ernstfall mit Palisaden und Steinkästen verschlossen wurden. Bekannt sind:
- Pforte bei der Wachsbleichenstraße im Norden
- Paradiespforte im Norden neben dem Armesünderturm
- Pforte am Mühlentor
- Pforte im Westen in der Gleviner Mauer bei dem Waschplatz und der Bleiche
- Schlossbergpforte bzw. -tor, 1857 abgebrochen

### Mauertürme

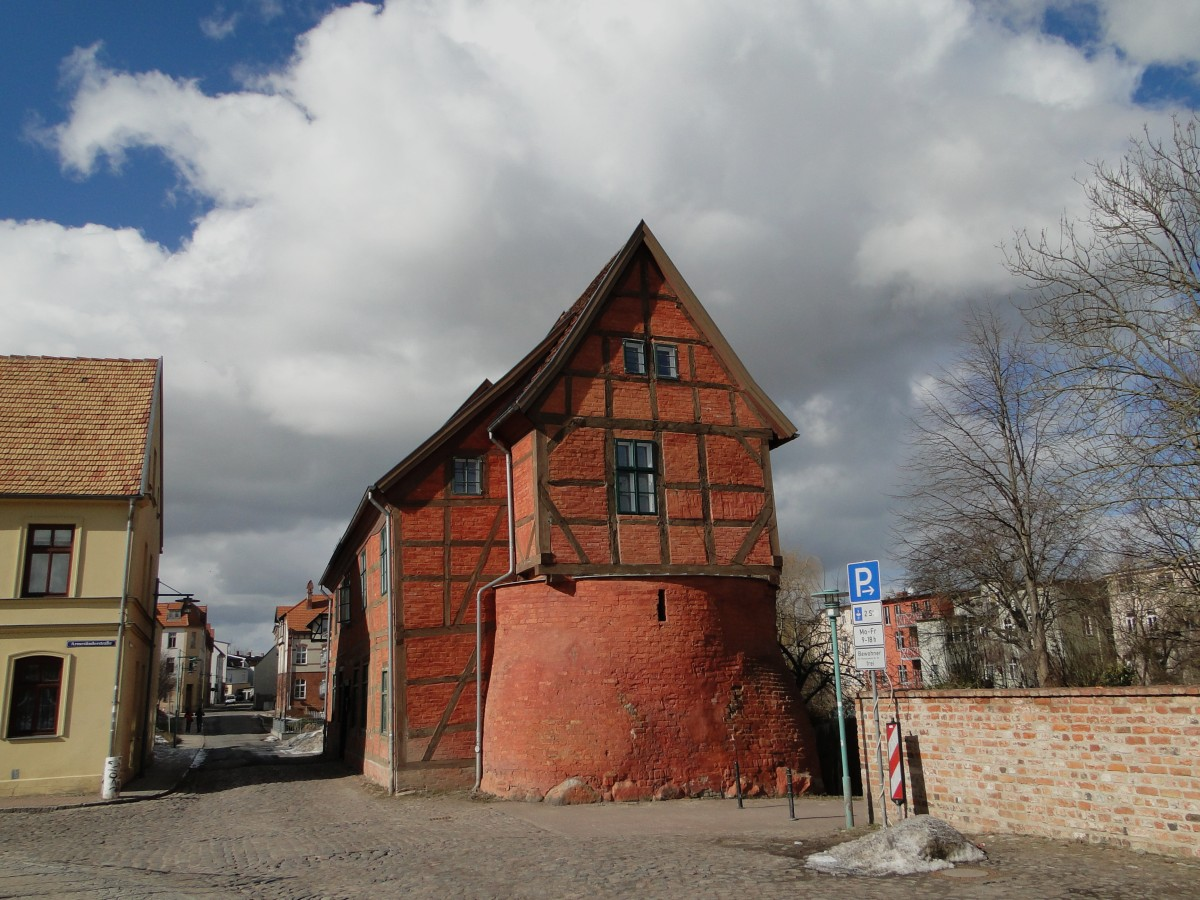
Rest vom Armesünderturm und Scharfrichterhaus

Von den Mauertürmen (Kampftürme und Magazin- oder Pulvertürme) verblieb nur der Unterbau des Armesünderturms. Die großen freistehenden Türme standen zumeist neben einem Stadttor als zusätzlicher Schutz der Tore. Die kleineren Türme dienten als Aufstieg in die Brustwehr, zur Beobachtung und zur Mauerstabilisierung. Der kleinere Armesünderturm sicherte ein kleines Tor als Zugang zu der Paradieswiese. In dem Nebengebäude wohnte von 1589 bis 1859 der Scharfrichter. Seinen Namen erhielt er, weil hier die zum Tode Verurteilten ihre letzte Nacht beim Henker verbrachten, um dann den „Gang ins Paradies“ zur Hinrichtungsstätte anzutreten.
Bekannt sind der
- Turm neben dem Hageböcker Tor
- Kaiserturm südlich des Schnoien Tores, der seinen Namen erhielt, da er der stärkste Turm war.
- Mühlenturm neben dem Mühlentor, 1697 lagerte hier die Munition
- Kinderturm zwischen Mühlen- und Gleviner Tor als kleiner Turm
- Turm am Gleviner Tor, 1662 dem Herzog überlassen
- Turm am Domplatz zwischen Gymnasium und Kreisverwaltung am Wall

### Wiekhäuser
Wiekhäuser (hier auch Eidtheuser genannt) dienten zur Beobachtung der Mauer durch die Posten der Stadtwache. Die kleinen Gebäude standen mit der Rückwand an der Mauer, die sie mit dem oberen Stockwerk überragten.

### Wälle und Bastionen

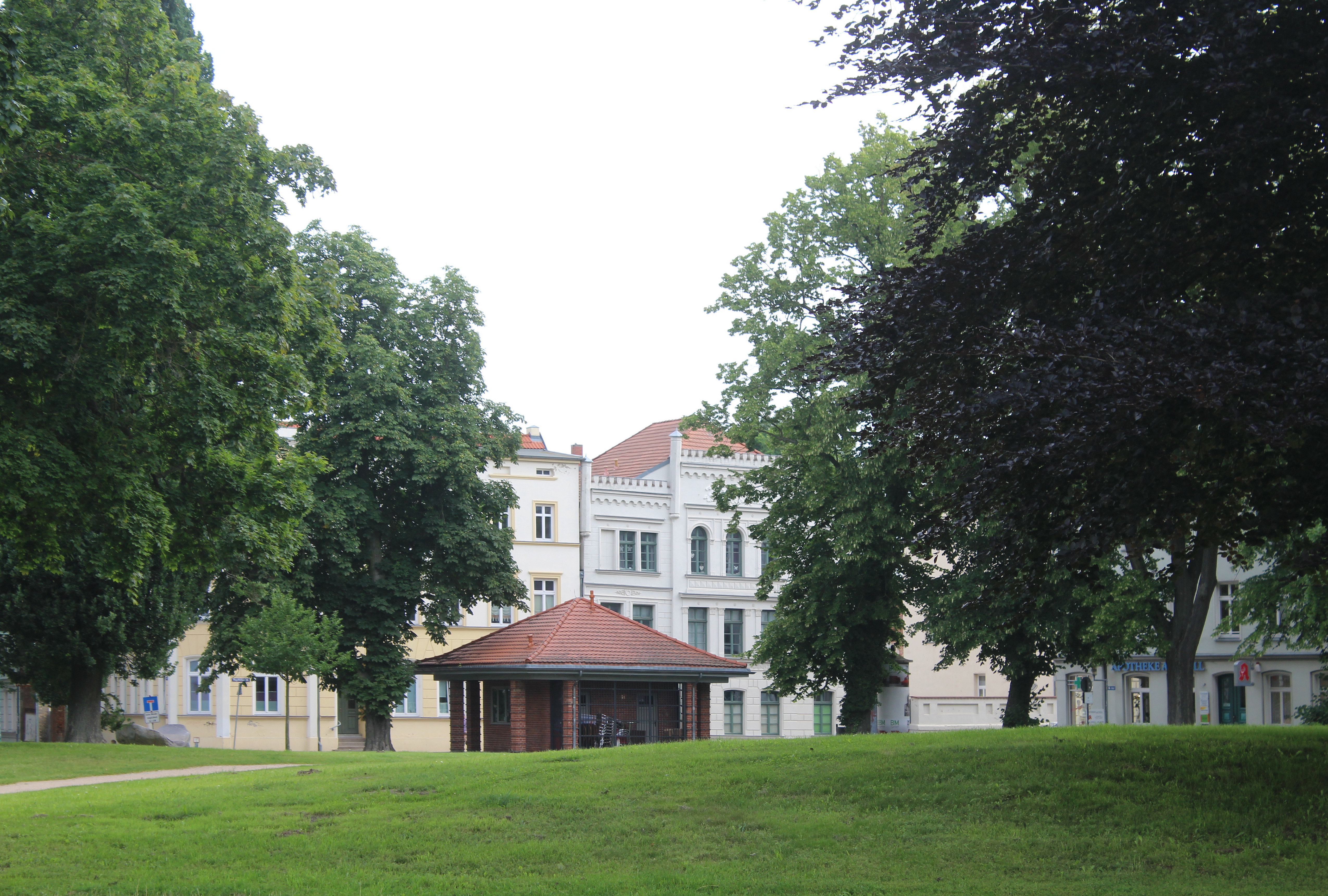
Wall im Westen

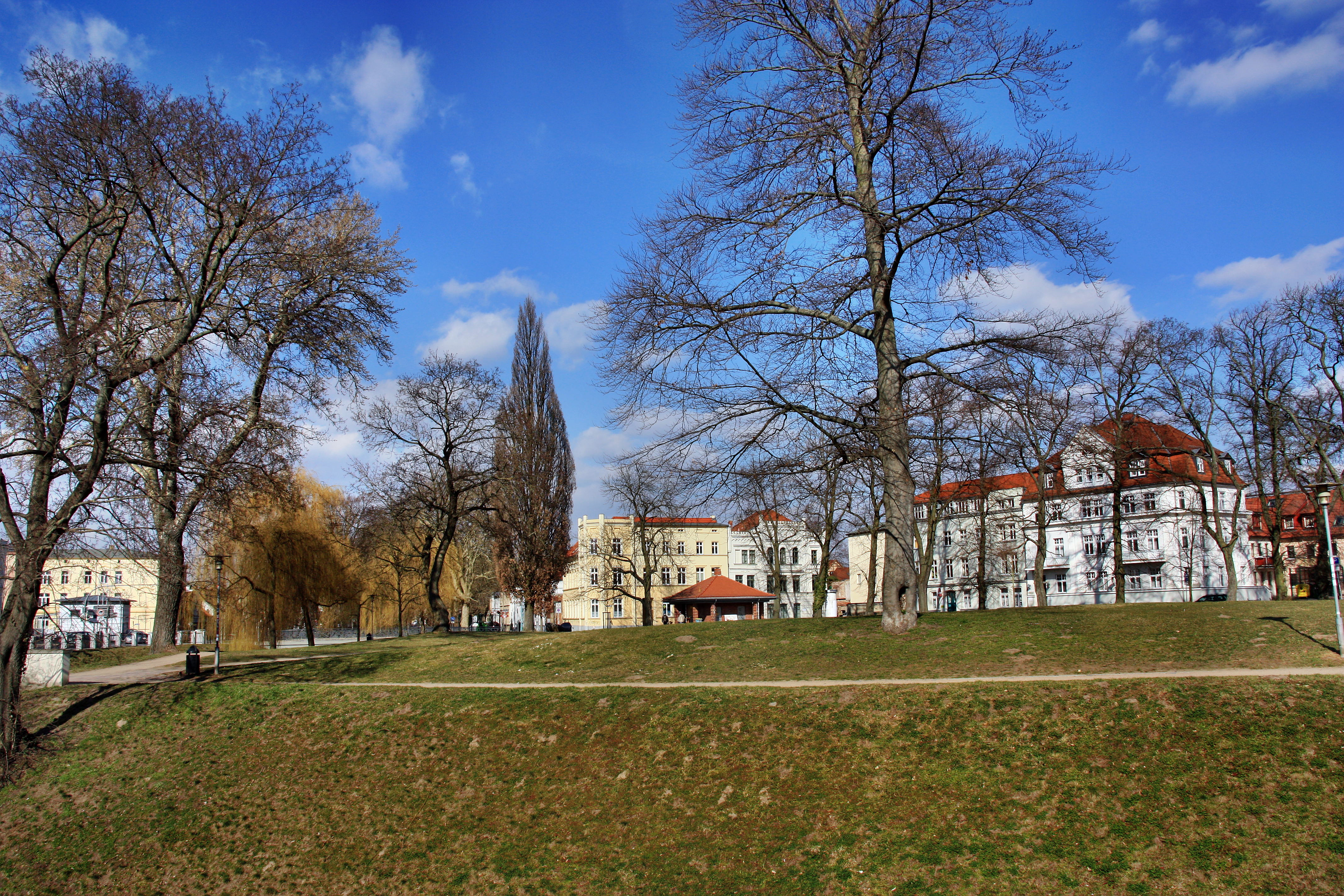
Wallanlage

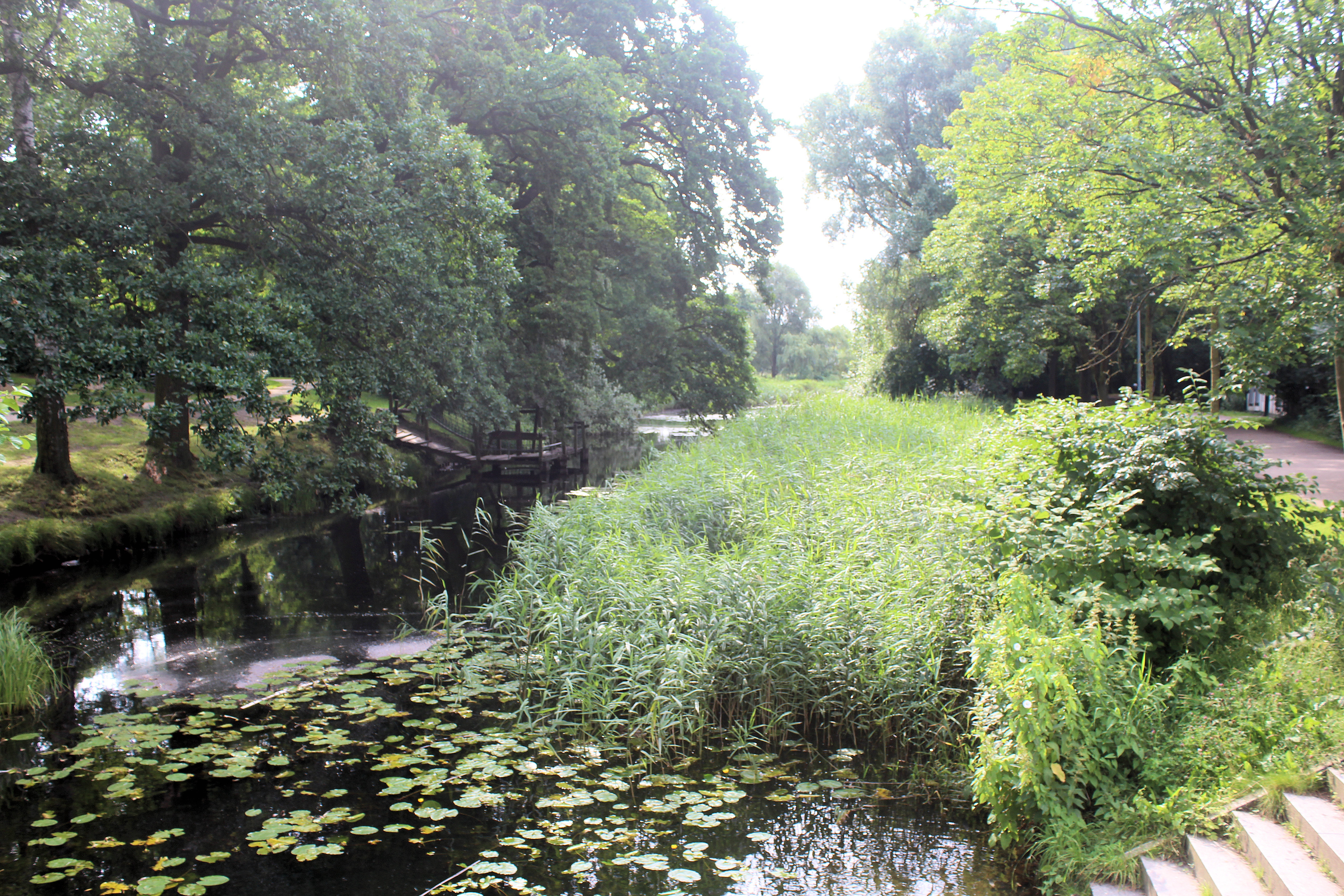
Pfaffenbruch: Wasserzufluss für den Stadtgraben

Durch den Einsatz von Kanonen musste die Befestigungsanlage durch Wälle vor der Mauer gesichert werden, die wohl vor 1500 entstanden. Zur Aufstellung von Geschützen wurden kleine Bastionen angelegt. Davor entstand gleichzeitig ein äußerer Stadtgraben (s. u.). Erst 1575 wurde die Wallanlage erstmals erwähnt. Zudem war die Stadt durch die Niederungsgebiete der Nebel im Norden und des Pfaffenbruches im Südwesten gesichert.
Die vor den Toren gelegenen Erdschanzen wurden nach 1660 als verstärkte Dreiecksschanzen mit Steinwällen ausgebaut. Die Nebelschanzen nördlich des Schnoien Tors, die große Schanze zwischen dem Schnoien und dem Hageböcker Tor, zwei Schanzen südlich des Hageböcker Tores und drei kleinere Schanzen vor den Schlossgärten entstanden. Nach 1695 wurden die Arbeiten an den Wallanlagen eingestellt, die danach verfielen. Die Bürger nutzten die Flächen als Weide oder als Wachsbleiche, fuhren Erde oder Sand ab, legten Gärten oder Kegelbahnen an, nutzten Palisaden für andere Zwecke und lagerten dort ihren Müll. Ein Bericht des Stadtkommandanten von 1734 zeigte das Ausmaß des Verfalls für eine Anlage, die auch keinen militärischen Wert mehr hatte.
Die westliche Bebauung außerhalb der Stadtmauer begann ab etwa 1780. Von 1853 bis 1870 kaufte die Stadt das Gelände der Wallanlagen auf und 1870 überließ das Land seine Flächen. Ein Verschönerungsverein wurde gegründet sowie Wege und Bepflanzungen angelegt.
Von 1945 bis um 1990 schützte eine Mauer in der Wallanlage die Gebäude der sowjetischen Truppen.

### Stadtgraben
Der zeitgleich mit den Wällen angelegte Stadtgraben wurde durch den Sumpfsee bewässert. Das Wasser floss im Westen zur nördlichen Nebel. 1644 musste der Graben zwischen Hageböcker und Schnoien Tor verbreitert (auf 5,6 m) und vertieft (1,7 m) werden, da nach dem Abbruch der Wassermühle und des Staus der Wasserstand im Stadtgraben zu niedrig war. Zunehmen verlandete der Graben.
Da die Pfahlgründungen der alten Zugbrücken nicht mehr voll im Wasser standen verrotteten sie. 1765 erfolgte deshalb vor den Toren die Einplanierung der Wälle, eine Verengung des Stadtgrabens und der Bau von Steinbrücken.

### Güstrower Schloss
Die erste wesentlich kleinere Burg wurde in Bauabschnitten ab 1558 bis 1671 durch das heutige Güstrower Schloss ersetzt. Die Wallanlagen waren hier unvollkommen. Die Befestigungen zwischen Schlossgarten und dem Gleviner bzw. Hageböcker Tor mussten ergänzt werden. Der Schlossplatz wurde 1670 zur heutigen Höhe aufgeschüttet; der innere Graben wurde zugeschüttet oder verrohrt.

### Güstrower Landwehr
Die Güstrower Landwehr ergänzte als äußerer, spätmittelalterlicher Grenzsicherungsring um Güstrow vom Ende des 13. Jahrhunderts die militärische Sicherung der Stadt. Heute existieren nur noch kleinere Reste am Südrand des Heidberges.

## Erhaltene Reste
Der bauliche Zustand und die Fundamentierung der Mauer, Stadttore und Türme war mangelhaft. Die schlecht unterhaltenen Anlagen verfielen. Sie wurden aus Sicherheitsgründen schon im 18. Jahrhundert und zur Erhebung der Zölle ab 1863 nicht mehr benötigt.
Erhalten blieben die Mauerreste im Süden, an der Straße Gleviner Mauer, sowie kleine Reste an der Hageböcker Mauer, der Schnoienstraße, der Wachsbleichenstraße, hinter den Grundstücken der Südseite Ph.-Brandin-Straße und am Domplatz bis zur John-Brinckman-Schule.
Einige frühere Bezeichnungen von zum Beispiel Straßen verweisen oder verwiesen auf die Stadtmauer:
- Armesünderstraße nach dem Armesünderturm
- Grabenstraße
- Gleviner Mauer
- Hageböcker Mauer
- Mauerstraße, heute Lange Straße
- Kleine Wallstraße
- Neue Wallstraße
- Promenadenweg Schanze
- Schnoienstraße, früher teilweise Schnoieder Mauerstraße
- Turmstraße, die zum Armesünderturm führte
- Wallmauer, heute Grüner Winkel
- Wasserstraße, sie folgte ursprünglich dem Stadtgraben